# Металопрокатний завод у Суеці (MNS)
Металопрокатний завод у Суеці (MNS) – підприємство чорної металургії Єгипту, майданчик якого знаходиться на червономорському узбережжі країни у потужній індустріальній зоні Атака (південно-західні околиці Суецу).
Проект реалізувала компанія El Attal National Steel, яка у 2004-му змінила назву на Misr National Steel Company (Ataqa). Металопрокатний завод почав роботу в 2001-му та має продуктивність у 360 (за іншими даними – 400) тисяч тон будівельної арматури на рік.
З 2007-го завод Misr National Steel діяв у складі холдингу Red Sea Steel, який мав сталеплавильний завод у тій же індустріальній зоні та міг частково забезпечувати свої виробництва сортовою заготовкою. В подальшому навколо сталеплавильного заводу спорудили повноцінний металургійний комбінат, тоді як завод Misr National Steel у 2016 році продали іншому інвестору. Новим власником Misr National Steel став холдинг El Garhy Steel.